# كيرستي روبر
كيرستي برتاريلي (ولدت في 30 يونيو 1971 في ستافوردشاير ، إنجلترا) مغنية وكاتبة أغاني بريطانية سويسرية وحاملة لقب ملجمال سابقة بعدما توجت بمسابقة ملكة جمال المملكة المتحدة عام 1988، وأصبحت الوصيفة الثانية في مسابقة ملكة جمال العالم ، احتلت عائلة زوجها المرتبة السادسة بثروة تقدر بـ 11.5 مليار جنيه إسترليني ، مما يجعلها أغنى امرأة في بريطانيا في قائمة صاندي تايمز للأثرياء لعام 2017.

## نشأتها
ولدت كيرستي روبر في المملكة المتحدة، وأمضت طفولتها في ستون في ستافوردشاير. كانت عائلتها تمتلك سابقًا واحدة من أكبر الشركات المصنعة لمنتجات السيراميك في العالم ، تشرشل الصين.
توجت ملكة جمال المملكة المتحدة في عام 1988 ، مما منحها الحق في المنافسة في مسابقة ملكة جمال العالم لعام 1988 حيث حصلت على المركز الثاني. بعد انتقالها إلى لندن ، بدأت في كتابة الموسيقى بشكل احترافي وتم تسجيلها في تسجيلات وارنر بروس.